# Čarovnikov vajenec
Čarovnikov vajenec je roman slovenskega pisatelja Evalda Flisarja. Najprej je izhajal v podlistku revije 7 dni, v knjigi pa je izšel l. 1986 in doživel 10 ponatisov, pri čemer je osma izdaja (2010) stripovska, 9. (2013) pa integralna. Je najbolj bran slovenski roman po drugi svetovni vojni.

## Povzetek vsebine
Evald Flisar se v želji po duhovni preobrazbi odpravi v Indijo. V himalajskem pogorju išče Amarnatsko jamo, kjer naj bi prebival sveti mož Jogonanda. Potem ko se srečata, mu Evald pove, da si želi odkriti resnico in najti mir. Jogonanda se na Evaldova glasna razmišljanja o sebi in svetu večkrat odzove posmehljivo, potem ko prispeta do enega od prenočišč, pa ga celo zapusti. Evald se odloči Jogonanda poiskati. Ko se ponovno združita, mu jogi postavi mnogo preizkušenj in naloži veliko vaj, ki naj bi popotniku pomagale pri iskanju odgovorov, ki jih išče. Med tem procesom spozna, da je suženj lastnega ega, saj le-ta vlada njegovim čustvom in mislim (intelektu) ter iz njih izvirajočim dejanjem. Jogonanda ga posvari, da se ego ne polašča samo golih dejanj, temveč predvsem predstav o njihovem pomenu. Po več neuspelih poizkusih premagovanja ega Jogonanda ugotovi, da lahko Evaldu pomaga samo tantra. Na njuni poti začne imeti Evald sanje, v katerih se mu prikazujejo simboli iz tantrične mitologije, kar še dodatno podkrepi jogijevo prepričanje, da ji je zapisan. Medtem ko iščeta tibetansko lamaserijo, v kateri imajo svoje prostore tantriki, Flisar ugotovi, da se mu sveti mož še vedno roga, nekega dne pa se celo zbudi in ugotovi, da ga je jogi spet nepričakovano zapustil. Na prostoru, ki sta si ga izbrala za prenočišče, ni o njem niti sledu, zato pa tam taborijo Američan Henry in njegovi nosači. Evald se jim na poti do prve vasi pridruži. Tam pri eni izmed vaških družin dobi prenočišče, jutro po prihodu pa ena od gospodarjevih hčera, Dolma, zanj pokaže zanimanje. Evald v okolici vasi odkrije lamaserijo iz sanj, Dolma pa se odloči, da ga bo tja peljala. V lamaseriji prepriča Velikega lamo, da tujca sprejmejo. Počasi začne izvajati tantrične vaje, ki naj bi mu pomagale na njegovi poti do naziva tantrični mojster. Ponoči ga večkrat obišče Dolma, ki pri njem prespi. Nekega dne Evalda pokličejo v podzemno dvorano. V sredini sedi Dolma, okrog nje pa v krogih stojijo vsi prebivalci lamaserije. Gre za obred, katerega namen je, da bi Dolma postala utelešenje boginje Šakti. Končni del obreda je njeno razdevičenje. Za to nalogo si je izbrala Evalda, ki pa tega ne more opraviti. Za kazen mora iz lamaserije oditi nazaj med zasnežene himalajske gore. Prepričan, da bo umrl, hodi po zasneženih gorah, ko zagleda podzemno jamo. Odide v notranjost jame, tam pa ga preseneti Avstralec, človek, ki tantričnih vaj ni zdržal in za katerega so vsi mislili, da je umrl. Evaldu reče, naj prizna, da mu je ime Egon (ker je suženj lastnega ega oz. intelekta), in ga tako tudi kliče. Naslednje jutro se Egon odpravi nazaj proti dolini. Na poti močno zboli in omedli, vendar pa ga nekdo odvleče do prvega naselja. Tam se sreča z Jogonando. Ko se odpravita v dolino, mu Egon pove o svojih spoznanjih. Ne gre za tekmo med egom in dušo, temveč za medsebojno povezanost in vpliv. Jaz sem jaz in ne morem biti drug, sprejeti se moram takšnega, kot sem, pri tem pa poskušati v ravnovesju ohraniti ego in dušo. Jogonanda Egonu pojasni, da je tantra prav vzajemnost med njima. Preden se Egon odpravi nazaj v zahodni svet, mu Jogonanda zagotovi, da je postal tantrik. Vedoč, da se ne bosta nikoli več videla, se prijateljsko poslovita.

## Interpretacija
Po Virku je Čarovnikov vajenec roman o značilnem romanesknem junaku zahodne metafizike, ki beži od analitičnega, znanstvenega, objektivnega iskanja Resnice o sebi in svetu in ki se po Resnico odpravi na Vzhod, kamor se pripadniki zahodnega sveta radi zatekajo, ko jim ti objektivni odgovori ne zadostujejo več. Štoka o razliki med Zahodnim in Vzhodnim načinom bivanja pravi, da je za sodobnega Evropejca značilna prevlada materialnega in racionalnega nad emotivnim in senzitivnim. Junaka žene novim pustolovščinam naproti ravno iskanje ohromele polovice lastne osebnosti. Roman o vajencu je poročilo o potovanju k izgubljeni polovici. Vsi interpreti (Šoba, Štoka, Virk, Zadravec) se strinjajo, da je roman potrebno razumeti skozi pojem »pot«, in sicer kot geografski, duhovni in mišljenjski pojem. Zadravec npr. govori o duhovni odisejadi, Šoba roman (poleg romanov Noro življenje in Potovanje predaleč) primerja s Flisarjevimi potopisi, Virk pa zapiše, da poskuša Flisarjev junak znova najti izgubljeno gotovost in zanesljivost sveta, zaradi česar se na pot tudi odpravi. Flisarjev junak poskuša na tej poti najti svoj prasubjekt in dušo s polno »svobodo-v-sebi«, biti hoče več kot samo zavest ali »jaz«, ki je izraz površinskega razuma. Egon bi rad prišel do Resnice, ki je odtegniti se kletkam razumarstva in biti, vedeti, da si samo to, kar trenutno misliš oziroma kar ti pove tvoj hipni »vpogled vase«, ker samo to te napravi neposredno bivajočega, a se ne zna izogniti predstavi, da je ta Resnica cilj njegove poti. Ta nazor, da si v življenju prizadevamo za uresničitev zastavljenih ciljev, je tipično zahodnjaški, ali kot mu pove Jogonanda, racionalnemu umu je vse problem. In vsaka rešitev problema ustvari spet nov problem, ali kot zapiše Virk, če misliš na cilj, po Flisarjevi koncepciji nisi na poti, ker ne živiš sedanjega trenutka, ampak nekega namišljenega, prihodnjega, kar zahodnjaški človek počne v nedogled in posledično cilja/resnice nikoli ne dočaka. Jogonanda mu ves čas dopoveduje, da je cilj že v njem, samo odreči se mora njegovemu iskanju, oziroma da ni to, kar misli, da je, temveč to, kar misli. Gre se za biti to, kar si, in ne tisto, kar bi rad bil.

## O avtobiografskosti romana
Ob izidu so se postavljala vprašanja o avtobiografskosti romana. Pripovedovalec je prvooseben, glavnemu junaku romana pa je prav tako kot njegovemu piscu ime Evald Flisar, pri čemer sam pisatelj v intervjujih na vprašanje o tem, ali se mu je vse to res zgodilo, odgovarja pritrdilno. 
Virk pravi, da za estetski učinek ni prav nič pomembno, ali je junak Evald Flisar realni Evald Flisar ali literarni konstrukt […] in je »avtobiografskost« pač tista stvarna podlaga, na katero avtor opira svoj imaginarni svet. Virk nadalje ugotavlja, da je roman za oznako avtobiografski predvsem preveč univerzalen, dotika se splošnih vprašanj o življenju, smrti, bogu. Primerja ga z Bildungsromanom, ki po Wilhelmu Diltheyju upodablja tisto, kar je splošno človeško, in tako presega avtobiografski roman, pri katerem je poudarek vedno na konkretnem posamezniku. 

## Recenzije in odzivi
Čarovnikov vajenec je najbolj bran slovenski roman po drugi svetovni vojni. V spremni besedi četrte izdaje je besedilo označeno za veliki tekst sodobne slovenske književnosti.  Po začetni nespretnosti z umestitvijo besedila v žanr − pustolovski, potopisni roman, seksualni ali psihoterapevtski priročnik  itd. − je Tomo Virk zapisal, da je Čarovnikov vajenec po svoji večplastnosti v našem prostoru vendarle tako svojski roman, da ga ni mogoče prepričljivo vzporediti z nobenim drugim delom slovenske književnosti in tudi ne povsem zvesti pod katerikoli romaneskni tip.  Virk nadalje pravi, da je besedilo legitimno mogoče brati na vse zgoraj naštete načine, da pa je estetski presežek, ki ga besedilo ponuja, prej značilnost visoke literature kot priročnikov za boljše življenje. Ali kot je zapisal Zadravec: Je Čarovnikov vajenec roman? [...] Begunec evropske metafizike in iskalec čiste bitnosti, ki obenem realistično živi med azijskimi ljudstvi in vpet v himalajsko naravo, sodobni romantik, ki se upira pretirani porazumljenosti in hrepeni po skladnosti duha, telesa in narave, Evropejec, ki bi rad z azijskimi recepti premagal "Egona" - vse to v besedno-estetski obliki ne more biti nič drugega kot roman ....   Samo Rugelj v recenziji za revijo Bukla avtorja v aluziji na naslov primerja z mojstrom in ga tako umesti na sam vrh slovenskega romanopisja. Roman je torej dosegel kritiško hvalo in pa tudi širok sprejem bralcev, prva izdaja je bila natisnjena (in razprodana) v 6000 izvodih. 

## Izdaje (kronološki pregled)
- Evald Flisar: Čarovnikov vajenec., Murska Sobota: Pomurska založba, 1986.
- Evald Flisar: Čarovnikov vajenec., Murska Sobota: Pomurska založba, 1988.
- Evald Flisar: Čarovnikov vajenec., Murska Sobota : Pomurska založba, 1990.
- Evald Flisar: Čarovnikov vajenec., Ljubljana: J. Pergar, 1995.
- Evald Flisar: Čarovnikov vajenec., Ljubljana: Vodnikova založba, 2000.
- Evald Flisar: Čarovnikov vajenec., Ljubljana: Vodnikova založba, 2003.
- Evald Flisar: Čarovnikov vajenec., Ljubljana: Vodnikova založba (DSKG): KUD Sodobnost international, 2008.
- Evald Flisar: Čarovnikov vajenec., [Stripovska izdaja], Ljubljana: Vodnikova založba (DSKG), 2010.
- Evald Flisar: Čarovnikov vajenec., [Integralna izdaja], Ljubljana: KUD Sodobnost International, 2013.
- Evald Flisar: Čarovnikov vajenec., Ljubljana: KUD Sodobnost International, 2015.

Posamezne odlomke Čarovnikovega vajenca je Evald Flisar prvič objavil v tedniku 7D. 

## Prevodi
- Srbski: Čarobnjakov šegrt., Beograd: Dereta, 1989.
- Hrvaški: Čarobnjakov šegrt., Zagreb: VBZ, 2001.
- Finski: Tietäjän oppipoika., Helsinki: Basam Books, 2001.
- Angleški (ZDA): The sorcerer's apprentice., Norman: Texture Press, 2012.
- Češki: Čarodějův učedník., Praga: Albatros, 2012.
- Arabski: Kairo: Logos, 2012.
- Nemški: Der Zauberlehrling. Celovec: Mohorjeva, 2015.
- Indonezijski: Murid Si Tukang Sihir. Yogyakarta:  Araska Group Publishing, 2015.